# Míssil terra-aire

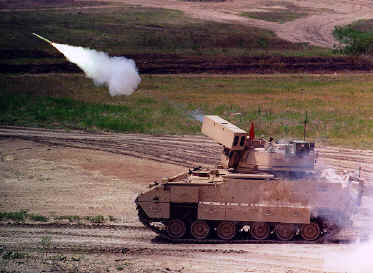
Míssil Stinger llançat des d'un vehicle blindat.

Un míssil terra-aire (abreujat GTAM, de l'anglès ground-to-air missile) o míssil superfície-aire (abreujat SAM, de l'anglès surface to air missile) és un tipus de míssil dissenyat per ser llançat des de la superfície terrestre, per una persona (míssil portàtil) o una instal·lació (plataforma de míssils) i abatre aeronaus en vol com ara avions o helicòpters. Es tracta per tant d'un sistema de defensa antiaèria.
Els míssils d'aquest tipus poden ser artefactes molt barats i de fàcil adquisició, ja que són fabricats per multitud de països, i el seu comerç i tinença incontrolats suposen un perill per a la navegació aèria mundial.

## Característiques d'un míssil terra-aire

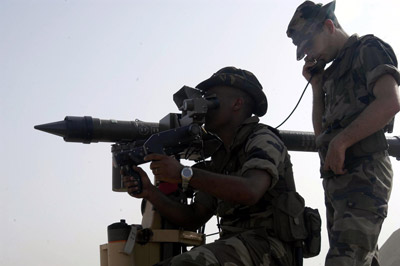
Mistral francès en la seva configuració portàtil.

En principi un míssil terra-aire es compon de:
- Càrrega de combustible
- Aletes encaminadores: com que és un enginy volador requereix ales, però a causa de la seva petita mida i gran velocitat, no cal que siguin massa grans
- Càrrega explosiva
- Detonant
- Sistema de guiatge, que pot ser infraroig (guiant-se per la calor dels motors i els tubs d'escapament de l'objectiu) o per radar (il·luminat per una estació terrestre)

A més, ha de ser disparat des d'una rampa de llançament (transportada per una persona, vehicle, o fixa a terra) i disposar de sistemes en terra per a la localització del blanc i la designació de l'objectiu: pot ser un simple visor o un sistema complex integrat amb un radar, depenent del tipus de guiatge i de la grandària de l'arma.

## El perill del poder aeri
Tot i que en un primer moment no es van percebre els avantatges de l'aviació, aquesta aviat es va incorporar als exèrcits, per fer tasques d'intel·ligència i atac a terra. Ja a la Primera Guerra Mundial, tots els països en conflicte disposaven d'avions en les seves forces armades i aviat va ser una arma separada del tradicional exèrcit i la marina de guerra.
Va ser durant la Segona Guerra Mundial quan l'aviació va demostrar tot el seu potencial, per exemple quan va causar milions de lires en pèrdues a l'armada italiana en l'atac de Tàrent, protagonitzat per uns obsolets biplans Fairey Swordfish, o danyant seriosament la flota del Pacífic dels Estats Units a Pearl Harbor o arrasant ciutats com Dresden.
Després d'aquest conflicte va acabar de confirmar-se la lliçó de qui domini el cel dominarà la terra i, per tant, la necessitat d'acabar amb l'aviació enemiga resultava una prioritat per a qualsevol exèrcit. Per això des de molt aviat va començar a utilitzar-se l'artilleria antiaèria, però aquesta no sempre obtenia bons resultats. Els avions necessiten ser aeronaus molt lleugeres i, per tant, són molt fràgils, però la seva gran velocitat i la seva maniobrabilitat no els fan preses fàcils per a les armes antiaèries; molt menys si aquests avions volen a gran alçada, com els bombarders estratègics.
El principi que mou els míssils és molt antic. Els coets, per exemple, ja els van utilitzar els xinesos el 1238 per derrotar els tàrtars a Pein King i els primers míssils com a tal, les V-1 i V-2 alemanyes, volaven amb certa regularitat el 1944. De tota manera, el problema de comptar amb míssils terra-aire era el guiatge de l'arma.

## Evolució dels míssils terra-aire
A finals dels anys cinquanta, la tecnologia de les càmeres infraroges i els sistemes de guiatge per infraroigs ja s'havien desenvolupat prou, i van començar a produir-se els primers míssils terra-aire portàtils.

### Míssils guiats per infrarojos

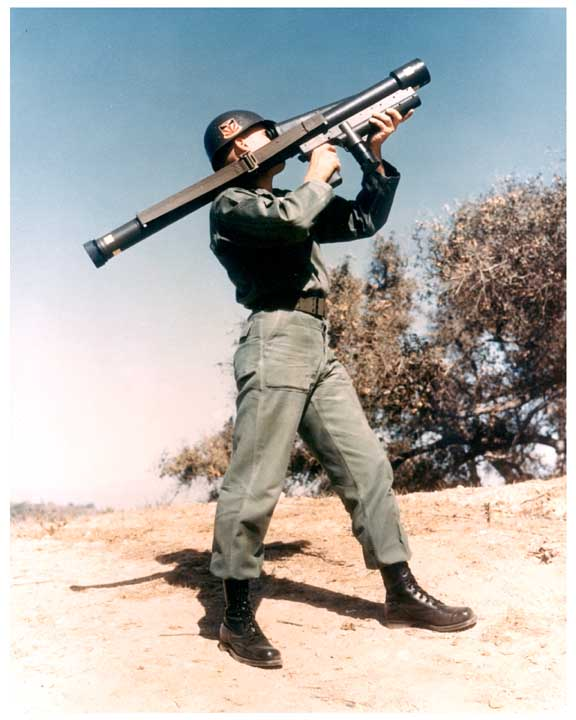
El RedEyes va ser un dels primers míssils portàtils terra-aire.

- Els míssils de primera generació, com el FIM-43 Redeye nord-americà o el 9K32 Strela-2 soviètic, podien destruir o causar seriosos danys a les aeronaus, però tenien l'inconvenient de la seva poca orientació (havien de ser disparats quan l'avió hagués superat l'arma i aquesta veiés literalment la font de calor), a més de desorientar-amb altres emissions de raigs infraroigs relativament properes, fins i tot amb el sol.
- Els míssils de segona generació, com el famós Stinger nord-americà o l'SA-8 soviètic (una millora de l'anterior), ja eren capaços de ser disparats davant del blanc o des d'un lateral, i no es desorientaven amb el sol, però fortes emissions de calor, com ara les bengales de magnesi, podien desorientar-los. De tota manera, en la Guerra de l'Afganistan van aconseguir abatre moltes aeronaus entre la flota soviètica destinada a aquest país asiàtic.
- Els míssils de tercera generació com el francès Mistral, l'Stinger B o el SA-18 són capaços d'eludir les contramesures llançades pel blanc.
- Per la seva part els  míssils de quarta generació' encara en fase de prototip a principis del segle xxi, tenen més autonomia que generacions anteriors.

Aquestes armes poden tenir un abast màxim de 6,5 km i detectar un possible objectiu a 10 km de distància. Es denominen sistema MANPADS de l'anglès Man-Portable Air Defense System o sistema de defensa aèria individual.

### Míssils guiats per radar
- Míssils de primera generació: Els primers míssils guiats per radar havien de ser disparats d'un en un, ja que el radar havia d'il·luminar el blanc i al mateix temps guiar el míssil i això només podia aconseguir-se amb un o com a màxim amb dos sempre que aquests fossin dirigits contra el mateix blanc.
- Els míssils de segona generació eren ja guiats per radars que podien orientar i guiar diverses armes al mateix temps contra blancs diferents.
- Els míssils de tercera generació poden ignorar les pertorbacions electromagnètiques emeses pels caces com a defensa, el que s'anomena Chaff, però només fins al naixement dels nous models de guiatge (l'evolució ja no es mesura tant per generacions sinó per anys).

L'avantatge d'aquests míssils respecte dels seus homòlegs guiats per infraroigs rau en la seva major capacitat per localitzar blancs a molta més distància. Per cobrir aquesta major distància aquests enginys solen ser de mida molt més gran, per la seva major càrrega de combustible. Com a desavantatge mostren una major vulnerabilitat (són més voluminosos i no serveixen de res si les instal·lacions de radar han estat inutilitzades) i menys mòbils, ja que han d'anar en el millor dels casos muntats sobre camions, o bé partir d'instal·lacions fixes a terra.
Un exemple de l'eficàcia d'aquestes armes es va demostrar contra els estatunidencs en la seva campanya de bombardeigs sobre Vietnam del Nord durant la guerra del Vietnam, coneguda com a Operació Linebaker II. Enfront dels atacs dels B-52, Hanoi va disparar més de mil míssils, i va abatre 15 d'aquestes fortaleses volants i en va danyar tres, tot i la gran altitud a la qual volaven.
L'abast d'un míssil guiat per radar pot ser de desenes de quilòmetres, com va ser el cas del disparat contra un U-2, també nord-americà, que realitzava una missió fotogràfica d'espionatge durant la Crisi dels míssils de Cuba sobre l'illa caribenya. En aquell cas l'arma va arribar a l'avió, tot i la gran altitud a la qual volava, i va matar el pilot.

## Perillosos i incontrolats

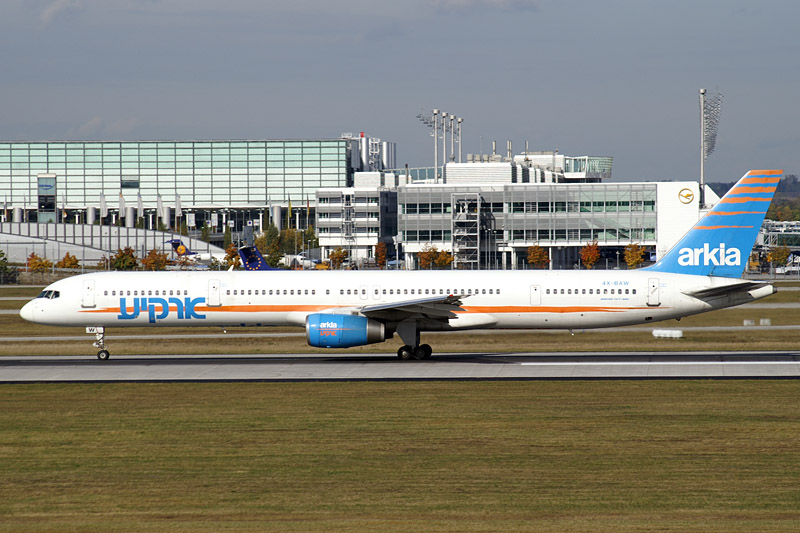
L'atac a un 767 de la línia israeliana Arkia va fer prendre consciència a molts països del perill que suposen els míssils terra-aire fora de control. A la imatge un 757 de la mateixa aerolínia.

Els míssils guiats per radar poden atacar gairebé qualsevol avió, però a causa del seu port, preu i requeriments, no estan a l'abast de qualsevol. En principi, únicament els governs els tenen i per això les seves accions s'han restringit a atacs contra objectius militars o civils presos per militars en tot cas.
En contraposició a això els míssils guiats per infraroigs, especialment els portàtils, han estat adquirits i utilitzats no només per forces armades sinó també per grups terroristes. Així des de 1983 fins a 2005 s'havien comptabilitzat 35 atacs contra aeronaus comercials amb el resultat de 24 aeronaus abatudes (almenys un 70% d'efectivitat) i uns 500 morts. D'aquestes aeronaus, 6 eren avions comercials de gran capacitat, dels quals dos van rebre danys lleus, dos van patir danys severs sense pèrdua de vides i altres dos van ser abatuts i hi varen morir tots els passatgers. Un dels avions que va aconseguir sobreviure, però va desencadenar les alarmes, va ser un Boeing 767 de la línia aèria israeliana Arkia Israel Airlines que va ser atacat a l'aeroport de Mombasa (Kenya) per Al Qaida utilitzant un antiquat SA-7. A l'Iraq un C-130 Hercules de la RAF va resultar abatut el 2005 morint tots els seus ocupants, tot i que investigacions posteriors van obrir també la possibilitat que hagués estat abatut per un canó antiaeri de 20 mm. Novament a Somàlia un avió de la companyia Unió Africana va ser abatut per un míssil d'origen rus el 23 de març de 2007 i hi van morir 11 persones. L'atac més recent d'un míssil terra-aire a un avió comercial és el del vol 17 de Malaysia Airlines a l'est d'Ucraïna, que deixà 295 víctimes mortals.
El perill que suposa el descontrol d'aquestes armes ha fet que governs com l'israelià i el nord-americà, fabricants com EADS i fins i tot línies aèries com Lufthansa comencin estudis o plans per defensar els seus avions civils d'atacs amb míssils.
L'amenaça és molt real, segons José M. Saenz, ja que hom creu que al món hi pot haver entre 5.000 i 150.000 d'aquests míssils en mans de grups terroristes, si bé la majoria probablement siguin SA-7 soviètics de disseny obsolet però efectiu. D'aquesta forma el grup Al-Qaida n'ha aconseguit i utilitzat diversos, a ETA li van ser confiscades dues unitats d'origen rus el 2004, i la insurgència iraquiana disposa així mateix d'aquests o models més sofisticats. A més 17 països del món els fabriquen.
Aquestes armes són barates d'adquirir, si bé és veritat que un míssil de nova generació pot costar uns 250.000 dòlars, un model antiquat no supera els 500 dòlars per unitat, i es poden adquirir al mercat negre introduïts pels anomenats estats irresponsables.

## Defensa antimíssil

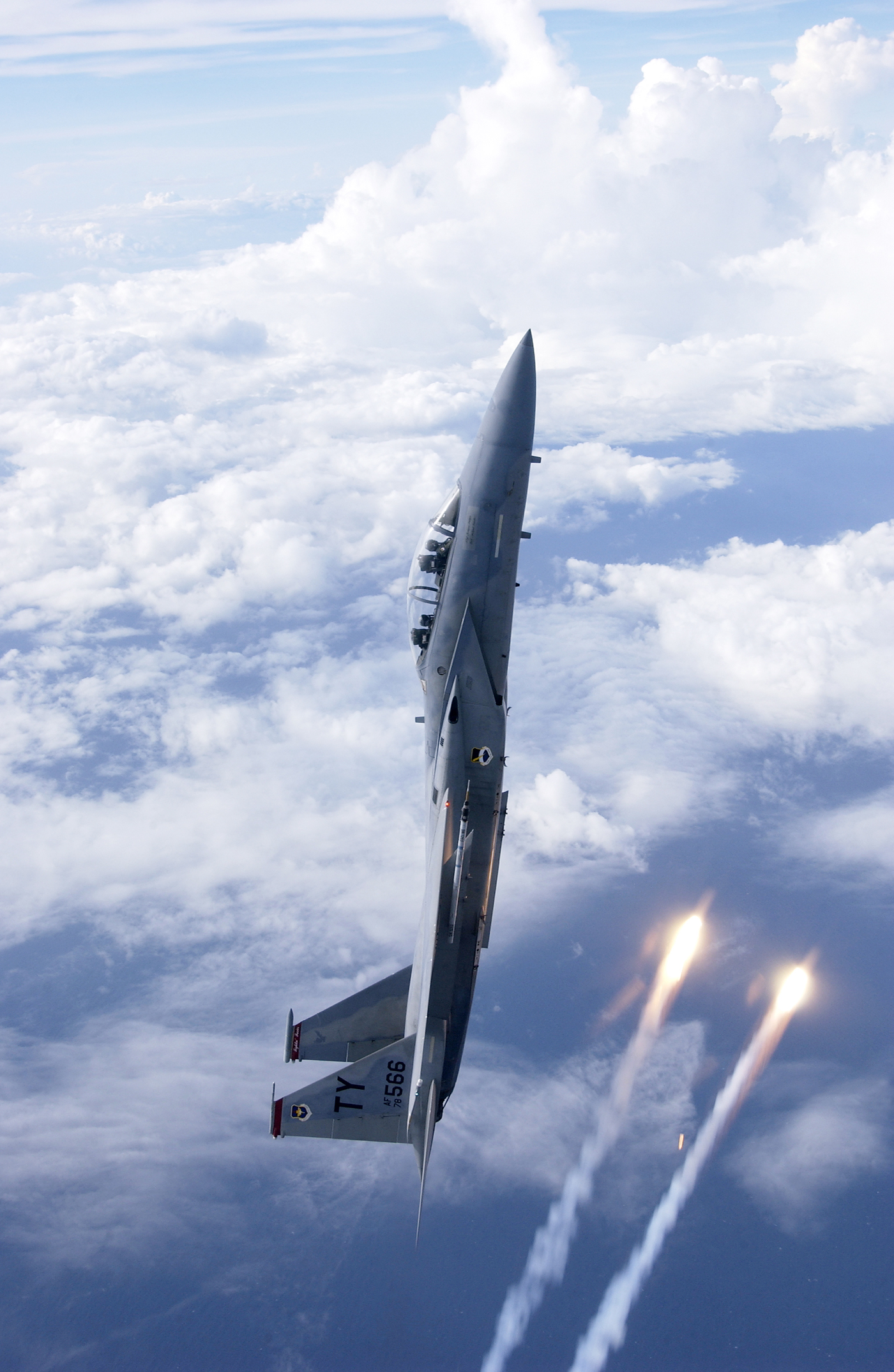
Les bengales potser siguin la mesura antimíssil més coneguda, com les llançades per aquest F-15.

La defensa antimíssil no és una cosa molt complicada i es basa a encegar i/o confondre el sistema de guiatge. El difícil és unir en un sol sistema que detecti aviat i correctament l'amenaça, avaluï contramesures i maniobres i presenti tota aquesta informació al pilot o la tripulació d'una forma ràpida, clara i consumint el menor temps possible, perquè el temps és un factor bàsic en la defensa antimíssil.

### Defensa militar
Els aparells militars es modernitzen gairebé constantment i l'evolució de les defenses ja no es mesura en generacions sinó en anys.
Entre les contramesures més habituals hi ha:
- Bengales: són d'un material inflamable que les fa cremar en abandonar l'aeronau i romanen cremant durant diversos segons i fins i tot minuts.
- Emissors infraroigs són fonts de raigs infraroigs substitutius de les bengales on aquestes no es poden utilitzar, com en ciutats i nuclis poblats.
- Detectors LASER serveixen per detectar possibles míssils que s'acostin.
- Chaff són emissors de senyals electromagnètics que despisten als radars.
- Sistemes pertorbadors equips integrats en l'aparell que distorsionen els senyals dels radars enemics.

Així els israelians van desenvolupar a principis del segle XXI el Paws. Aquest sistema presenta com a principal innovació alertar sobre amenaces que es dirigeixen no només a la mateixa plataforma, principalment míssils de guia infraroja, sinó també actua contra els guiats per radar. El 2005 ja estava instal·lat en caces bombarders F-16 i helicòpters d'atac AH-64 Apache.
Els britànics van idear el 2003 el sistema HIDAS (de l'anglès Helicopter Integrated Defensive Aid Suite) que permet detectar i avaluar si els míssils són d'un tipus o un altre, el grau d'amenaça que suposen i els recursos de què disposa l'aparell per contrarestar-lo.
De tota manera la tendència actual no s'orienta només a millorar les mesures, sinó a unir-les totes amb les detectades per altres aparells i sistemes en una sola xarxa on es coordini la informació i les respostes de forma integrada.

### Defensa civil

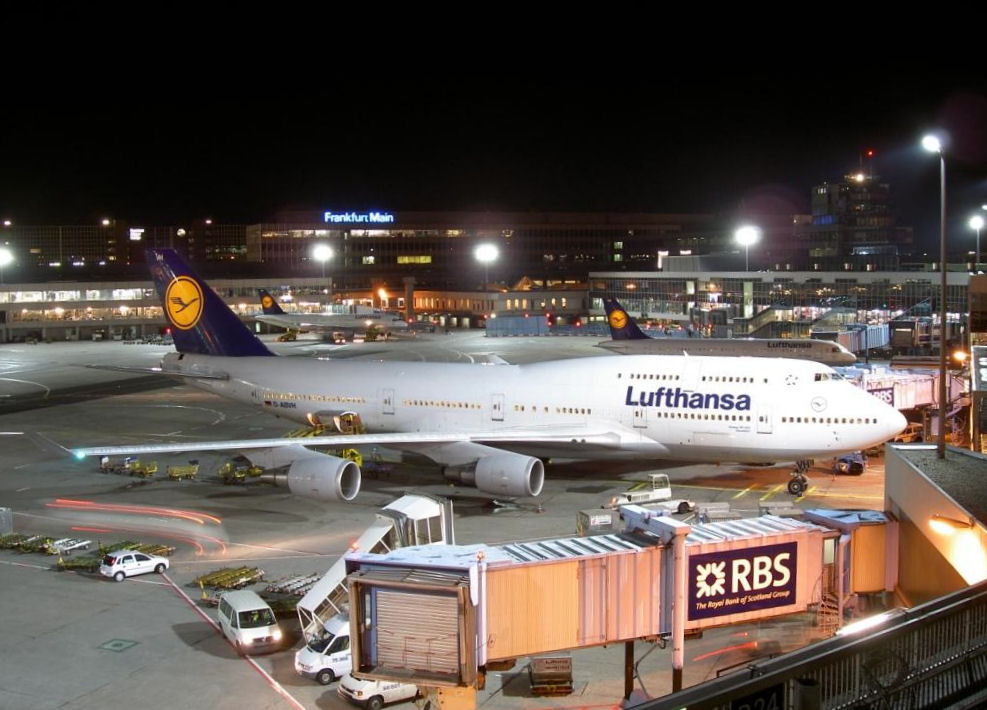
A Europa, exceptuant les iniciatives de Lufthansa, poc s'ha fet per defensar els avions civils.

El pla israelià persegueix dotar tots els avions de les seves tres línies aèries (El aI, Arkia i Isra) de mesures antimíssils instal·lades i desenvolupades per empreses israelianes, com IA (Israel Aircraft), Elta o IMI (Israel Military Industries). Tot i les reticències pel cost de manteniment, el d'instal·lació, els problemes ambientals i la psicosi que la presència d'aquestes mesures pogués provocar, s'ha arribat a l'acord que el govern pagarà la instal·lació i les línies aèries el manteniment.
El pla estatunidenc el va presentar el 2003 el Departament per a la Seguretat del Territori. Planejava instal·lar mesures de protecció i autodefensa en tots els turboreactors estatunidencs en un termini de dos anys, amb un cost de 120 milions de dòlars. Les empreses seleccionades per a dur-les a terme foren BAE System, Northrop Grumman i la United Airlines.
En el cas europeu poc s'ha fet a part de la iniciativa llançada per l'empresa Lufthansa. L'aerolínia alemanya i la seva filial Lufthansa Technik es proposen dotar de mesures antimíssils a tots els seus avions, a més d'obrir les portes a un possible mercat de protecció per a aviació corporativa i línies aèries. Lufthansa ha demanat els serveis de l'estatunidenca Northrop Grumman, una de les empreses responsables del programa nord-americà. El problema és que el govern dels Estats Units només permet la transferència d'aquesta tecnologia a altres països per a avions familiars o de transport presidencial. Luftansa pretén solucionar aquesta limitació presentant una proposta a l'EADS, segons la qual l'empresa constructora s'ocuparia de la comercialització i venda dels sistemes, mentre Lufthansa Technik instal·laria els equips en les aeronaus.

## Propostes de control i no proliferació

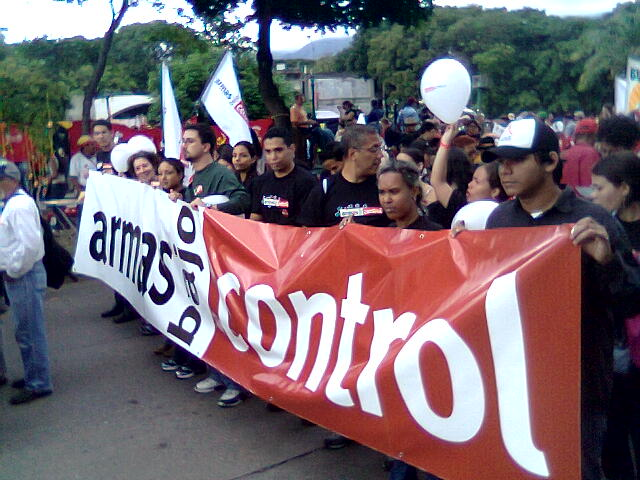
Amnistia Internacional demana que totes les armes, inclosos els míssils, es controlin i es pugui traçar la seva comercialització.

El 2005 autors com el citat José M. Saenz advocaven per un acord internacional de no proliferació d'aquest tipus d'armes.
Organitzacions com Amnistia Internacional o Oxfam Internacional han demanat que se signi un tractat internacional per al control, que no la prohibició, de totes les armes, en concret de les armes petites i lleugeres a la qual pertanyen els míssils guiats per infraroigs. Entre altres mesures es proposa que cada exemplar tingui una marca que l'identifiqui i permeti la seva traçabilitat per conèixer la seva fabricant, vencedor i intermediari si fos necessari, amb un sistema similar a com són traçats altres productes, com ara els medicaments.
No obstant això i malgrat el suport de la Unió Europea i molts països d'Amèrica i Àfrica, la conferència mundial sobre armes petites, celebrada el juliol de 2006, va acabar sense acord a causa del rebuig d'un petit nombre de països com Cuba, Índia, Israel, Pakistan i sobretot als Estats Units, que va bloquejar de manera sistemàtica dels punts fonamentals per evitar arribar a un acord, segons Amnistia Internacional.